# Cantonul Cintegabelle
Cantonul Cintegabelle este un canton din arondismentul Muret, departamentul Haute-Garonne, regiunea Midi-Pyrénées, Franța.

## Comune
- Aignes
- Caujac
- Cintegabelle (reședință)
- Esperce
- Gaillac-Toulza
- Grazac
- Marliac